# Premio Kareem Abdul-Jabbar

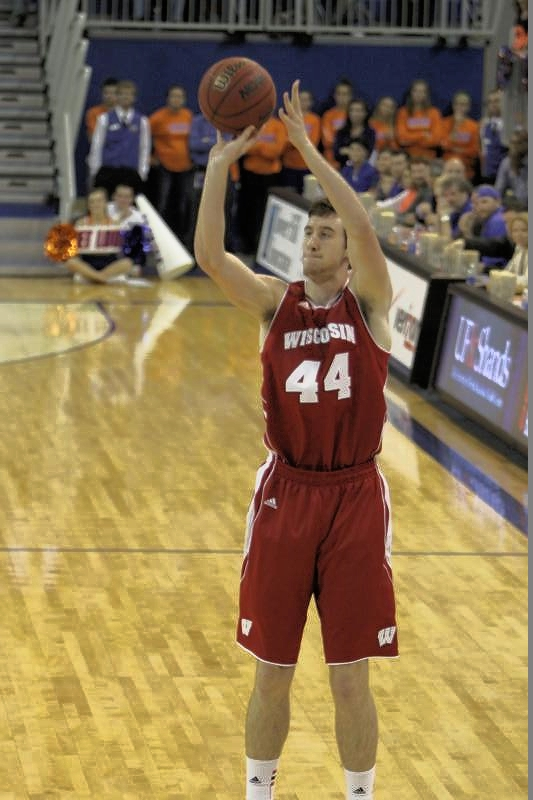
Frank Kaminsky, el primer ganador.

El Kareem Abdul-Jabbar Center of the Year Award (en español, Premio Kareem Abdul-Jabbar al Mejor Pívot del Año) es un galardón concedido anualmente por el Naismith Memorial Basketball Hall of Fame al mejor pívot de la División I de la NCAA. Tras el éxito del Premio Bob Cousy, que se otorga al mejor base de la temporada, éste es uno de los cuatro nuevos premios creados en 2015, junto al Premio Jerry West, Premio Karl Malone y Premio Julius Erving.
Su nombre hace referencia y homenajea al tres veces Campeón de la División I de la NCAA y tres veces Mejor Jugador del Torneo de la NCAA, Kareem Abdul-Jabbar. El primer ganador fue Frank Kaminsky.

## Ganadores
| *           | Galardonado con un premio nacional de Jugador del Año: el Naismith College Player of the Year o el John R. Wooden Award |
| Jugador (X) | Denota el número de veces que el jugador ha conseguido el Premio Kareem Abdul-Jabbar                                    |

| Temporada | Jugador           | Universidad | Clase     | Ref.   |
| --------- | ----------------- | ----------- | --------- | ------ |
| 2014–15   | Frank Kaminsky    | Wisconsin   | Senior    |        |
| 2015–16   | Jakob Pöltl       | Utah        | Sophomore |        |
| 2016–17   | Przemek Karnowski | Gonzaga     | Senior    |        |
| 2017–18   | Ángel Delgado     | Seton Hall  | Senior    | [ 4 ]  |
| 2018–19   | Ethan Happ        | Wisconsin   | Senior    | [ 5 ]  |
| 2019–20   | Luka Garza        | Iowa        | Junior    | [ 6 ]  |
| 2020–21   | Luka Garza (2)    | Iowa        | Senior    | [ 7 ]  |
| 2021–22   | Oscar Tshiebwe    | Kentucky    | Junior    | [ 8 ]  |
| 2022–23   | Zach Edey*        | Purdue      | Junior    | [ 9 ]  |
| 2023–24   | Zach Edey* (2)    | Purdue      | Senior    | [ 10 ] |
| 2024–25   | Ryan Kalkbrenner  | Creighton   | Senior    | [ 11 ] |

## Ganadores por universidad
| Universidad | Premios | Años       |
| ----------- | ------- | ---------- |
| Iowa        | 2       | 2020, 2021 |
| Wisconsin   | 2       | 2015, 2019 |
| Purdue      | 2       | 2023, 2024 |
| Gonzaga     | 1       | 2017       |
| Kentucky    | 1       | 2022       |
| Seton Hall  | 1       | 2018       |
| Utah        | 1       | 2016       |
| Creighton   | 1       | 2025       |